# Heteropatella eriophila
Heteropatella eriophila är en svampart som beskrevs av Syd. 1924. Heteropatella eriophila ingår i släktet Heteropatella och familjen Helotiaceae.   Inga underarter finns listade i Catalogue of Life.